# Heckmair-Route (Mountainbike-Strecke)
Die Heckmair-Route ist eine nicht ausgeschilderte Mountainbike-Strecke von Oberstdorf nach Riva (Gardasee). Aufgrund der hochalpinen Routenführung ist die Strecke nur in den Sommermonaten befahrbar.

## Geschichte

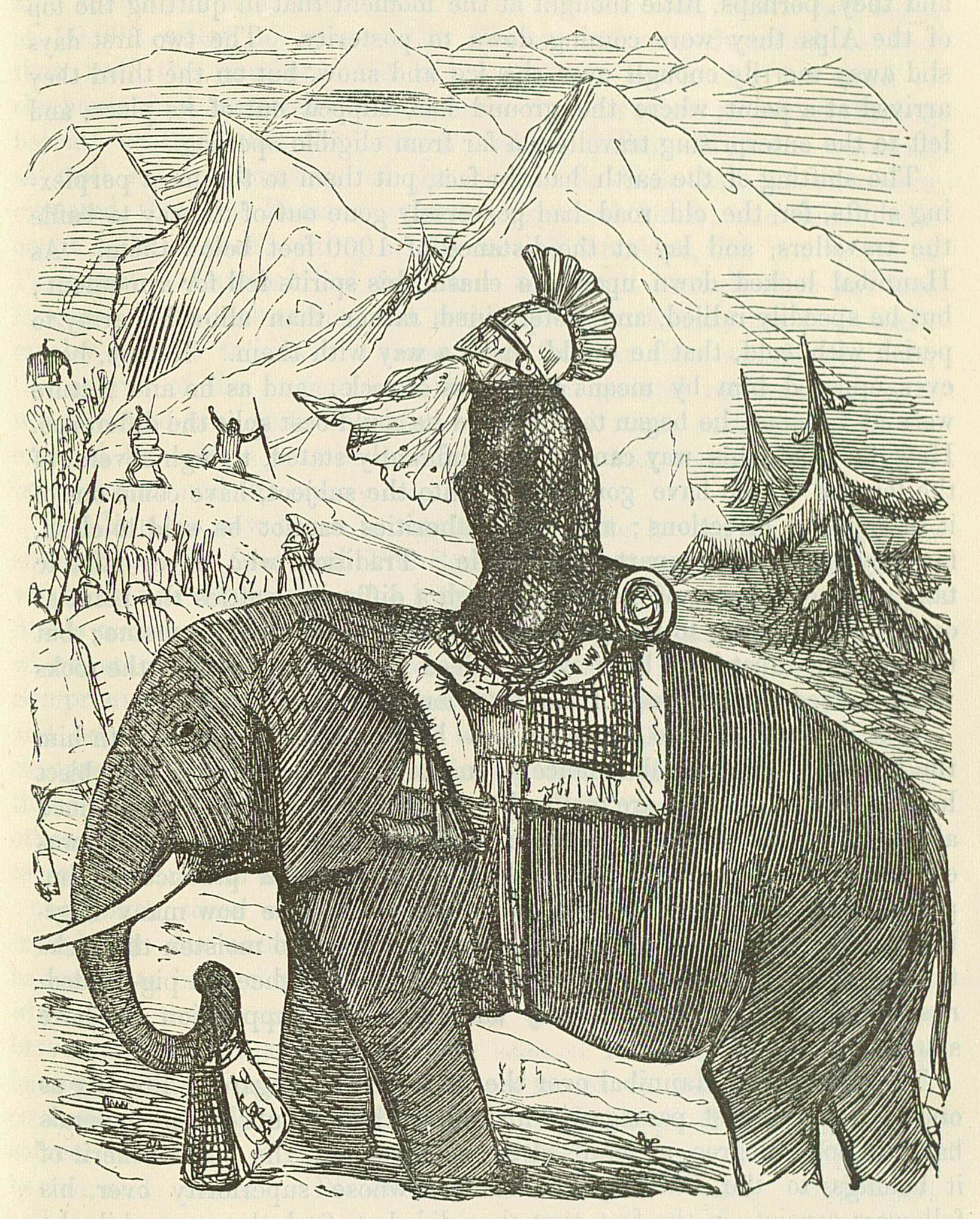
Was Hannibals Elefanten möglich war, muss auch für einen Mountainbiker drin sein, sagte sich Andreas Heckmair, als er 1989 die Transalp fürs Bergfahrrad entwickelte.

Die Heckmair-Route wurde 1989 von Andreas Heckmair ausgearbeitet und in der Mountainbike-Zeitschrift Bike veröffentlicht. Sie gilt als erste Alpenüberquerung mit dem Mountainbike. In gerader Linie führt sie, Autostraßen vermeidend, auf alten Saumpfaden quer über die Alpen. Sie überwindet auf einer Strecke von 312 Kilometer eine Höhendifferenz von 13.500 Metern. Heckmair beschreibt die Route als eine Tour, die über fünf Tage verteilt wird.
Andreas Heckmair ist der Sohn von Anderl Heckmair, der die Heckmair-Route (Bergtour) an der Eiger-Nordwand gelegt hat, die nicht mit der Mountainbike-Heckmair-Route zu verwechseln ist.
Sechs Jahre später wurde die Joe-Route als Variante neben der Heckmair-Route als Transalp-Tour für Mountainbike entwickelt, die – teilweise parallel zur Strecke von 1989 – ebenfalls von Oberstdorf nach Riva del Garda führt, allerdings 120 Kilometer länger ausfällt und insgesamt mehr Höhenmeter aufweist. Seitdem wurden weitere Varianten entwickelt; ein ganzes Transalp-Baukastensystem entstand, bei dem man eigenständig Routenbausteine unter anderem mit Hilfe digitaler Karten zu einer eigenen Gesamtroute vervollständigt. Am Anfang all dieser Routen, die inzwischen von jährlich über 10.000 Mountainbikern befahren werden, stand die Grundidee von Andreas Heckmair: „Ötzi war zu Fuß unterwegs, Hannibal mit Elefanten, Paulcke mit Skiern, aber eben keiner mit dem Mountainbike.“ Sein Ziel war damals: „Ich wollte die Alpen auf alten Säumerpfaden überqueren und zwar so direkt wie möglich.“

## Routenbeschreibung

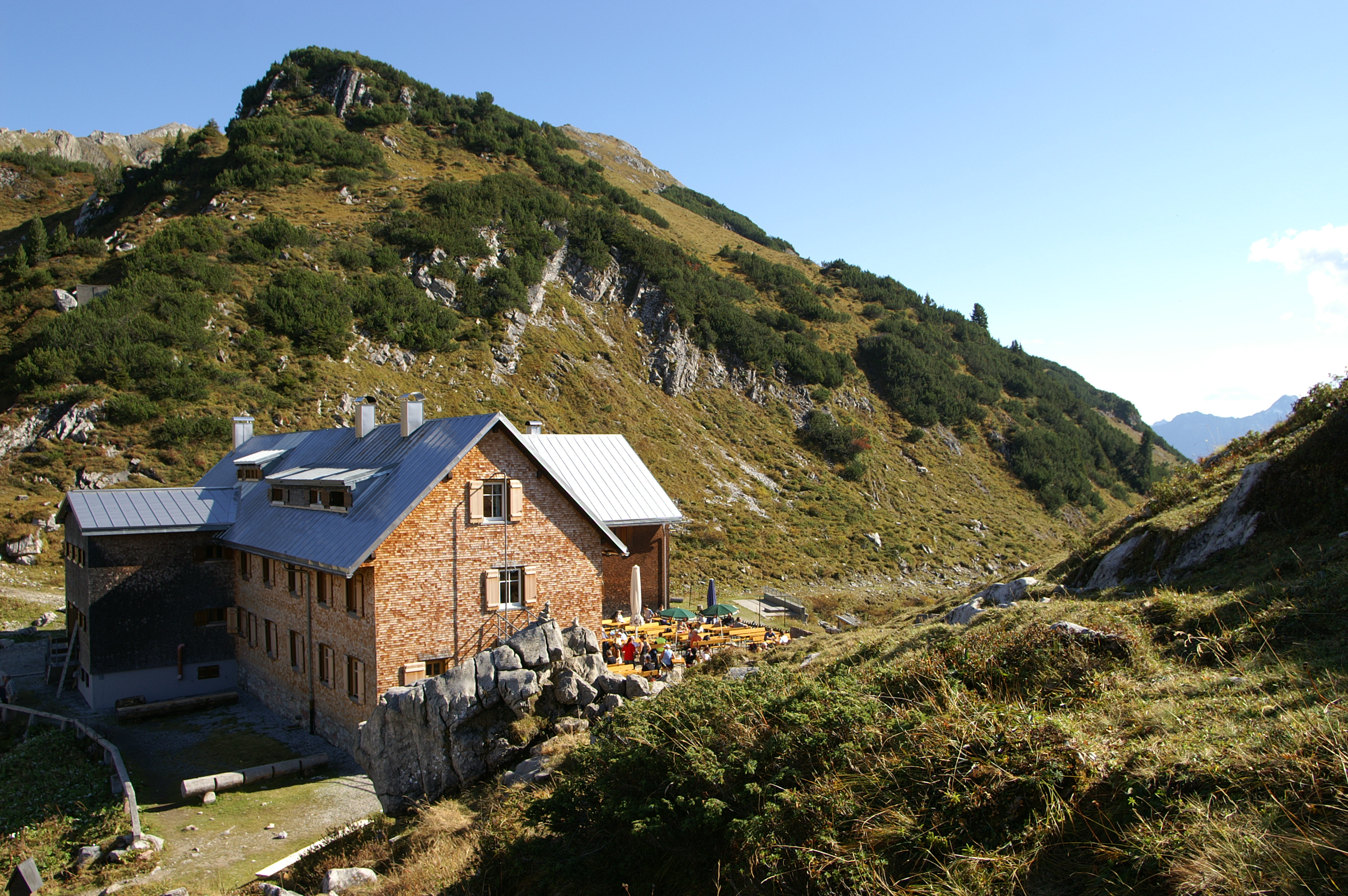
Als erste Übernachtungsmöglichkeit der Heckmaier-Route gilt die Freiburger Hütte in 1931 Metern Höhe.

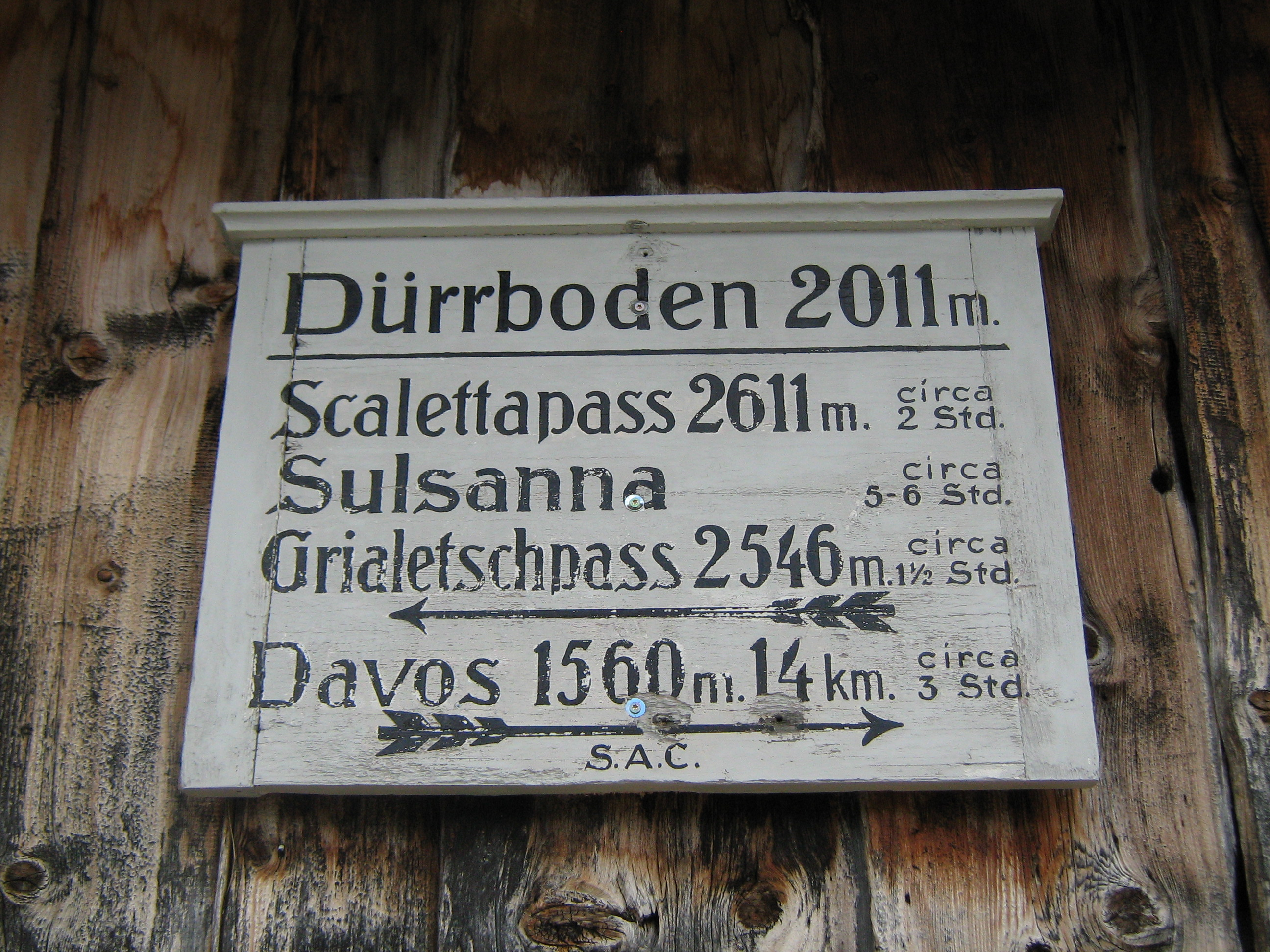
Wegzeiger am Dürrboden in Graubünden mit den Stationen, die auch von der Heckmair-Route berührt werden.

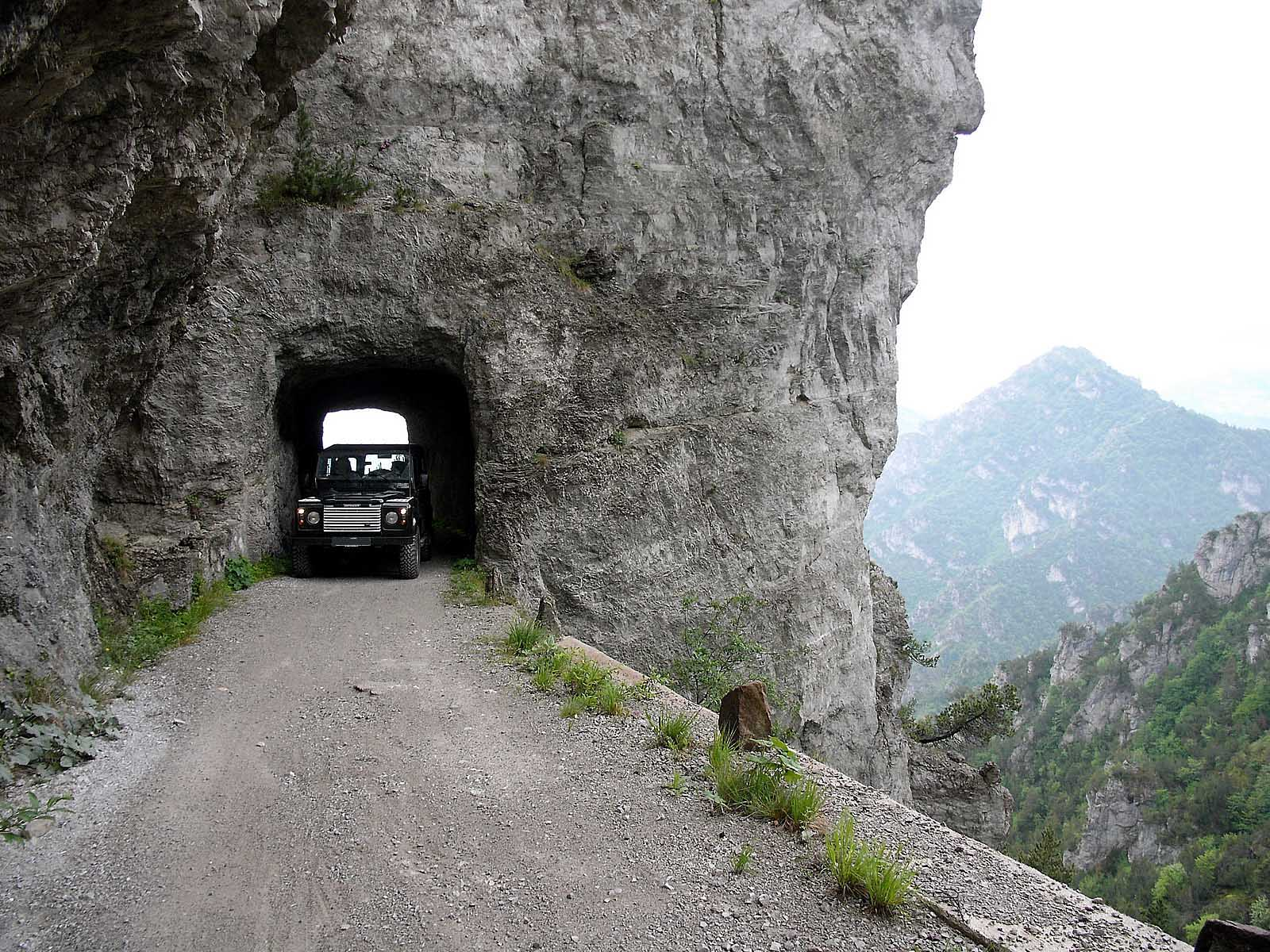
Der Tremalzo bietet für den Mountainbiker einige Tiefblicke, scharfe Kehren und manche Tunneldurchfahrten.

1. Etappe: Oberstdorf - Freiburger Hütte
- Länge: 49 Kilometer
- Höhenmeter: 1.600
- Strecke: Oberstdorf (820 Meter) – Rappenalptal – Schrofenpass (1.687 Meter) – Lech – Formarintal – Freiburger Hütte

2. Etappe: Freiburger Hütte - Klosters
- Länge: 56 Kilometer
- Höhenmeter: 2.350
- Strecke: Freiburger Hütte – Raues Joch – Dalaas – Kristbergsattel – Gargellen – Valzifenztal – Schlappiner Joch (2.202 Meter) – Klosters

3. Etappe: Klosters - Livigno
- Länge: 45 Kilometer
- Höhenmeter: 2.385
- Strecke: Klosters – Davos – Dürrboden – Scalettapass (2.606 Meter) – Val Susauna – Val Chachauna – Chachaunapass (2.694 Meter) – Val Federia – Livigno

4. Etappe: Livigno - Ponte di Legno
- Länge: 83 Kilometer
- Höhenmeter: 1.863
- Strecke: Livigno – Alpisellapass (2.260 Meter) – Lago di Cancano – Torri di Fraele – Bormio – Gaviapass (2.661 Meter) – Ponte di Legno

5. Etappe: Ponte di Legno - Condino
- Länge: 86 Kilometer
- Höhenmeter: 1.873
- Strecke: Ponte di Legno – Edolo – Cedegolo – Valle – Passo di Campo (2.288 Meter) – Lago di Malga Bissina – Daone – Condino

6. Etappe: Condino - Riva del Garda
- Länge: 38 Kilometer
- Höhenmeter: 1.601
- Strecke: Condino – Storo – Tremalzopass (1.974 Meter) – Pregasina – Riva (66 Meter)[2]

## Fotos

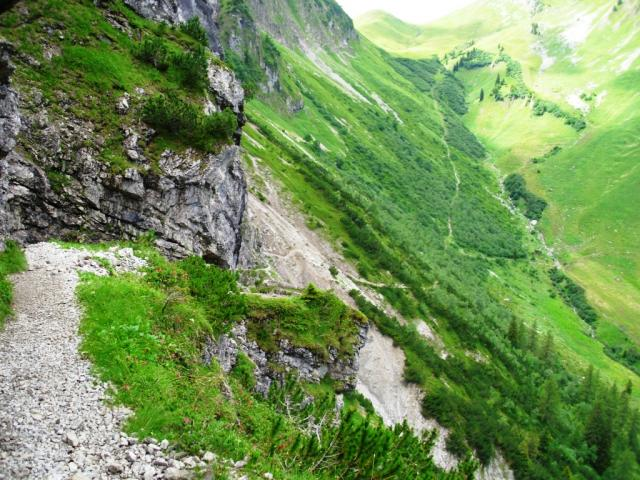
Aufstieg zum Schrofenpass
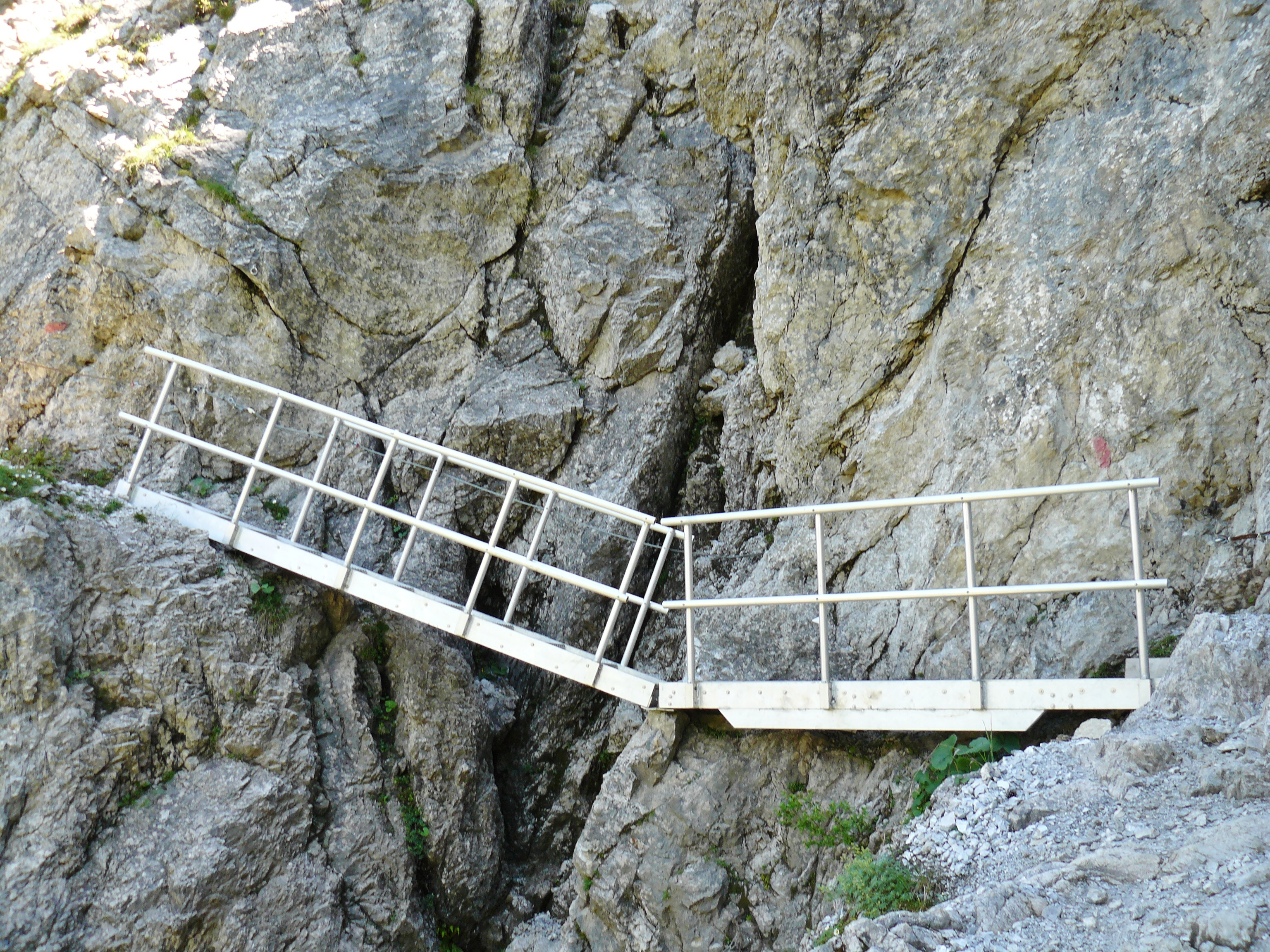
Absicherung am ausgesetzten Schrofenpass im Talschluss des Rappenalptales
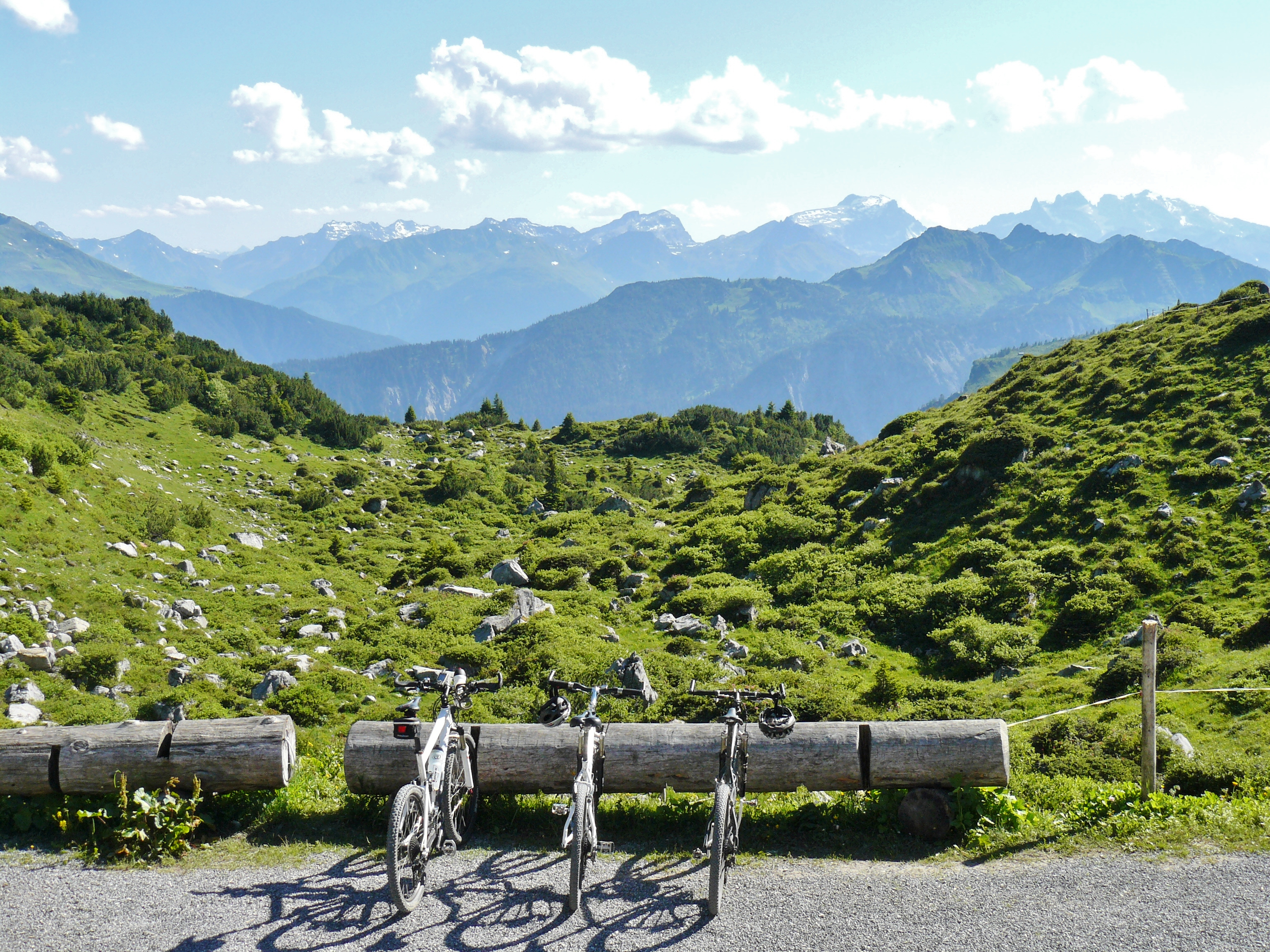
Fahrräder an der Freiburger Hütte im Lechquellengebirge
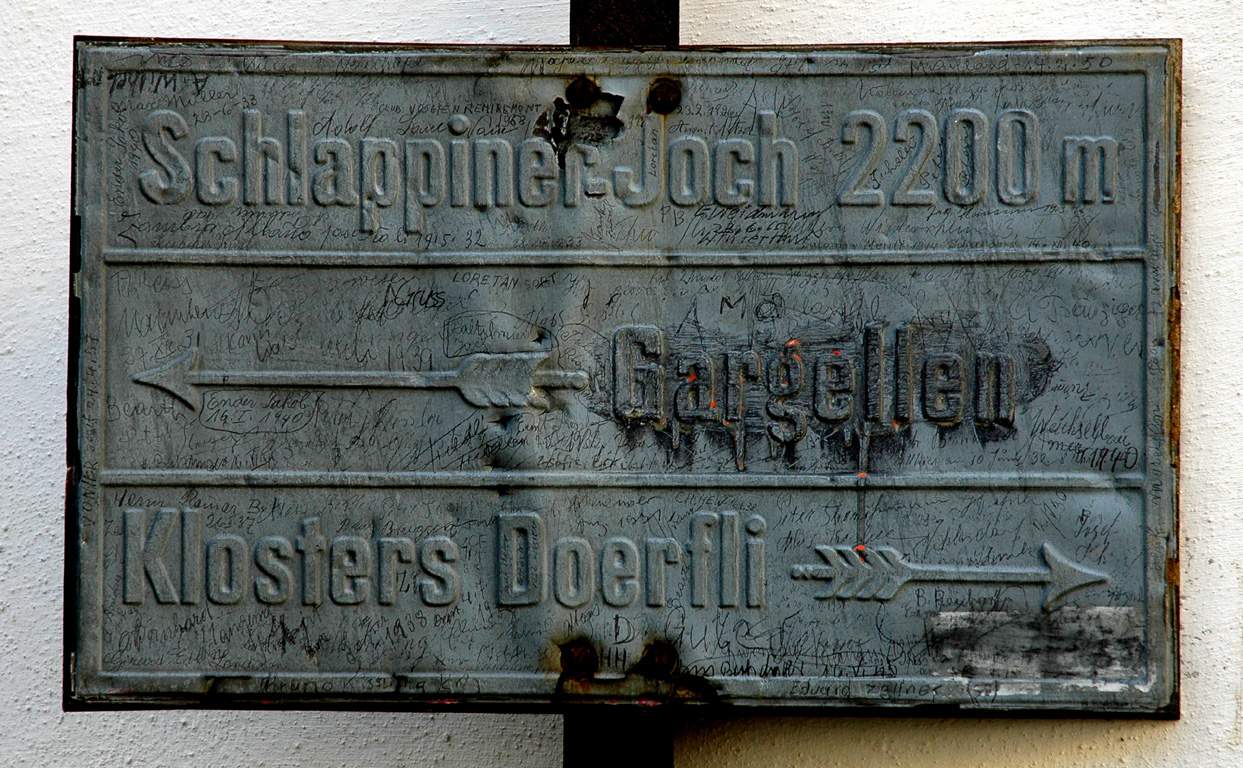
Schlappiner Joch im Grenzgebiet zwischen Vorarlberg und Graubünden
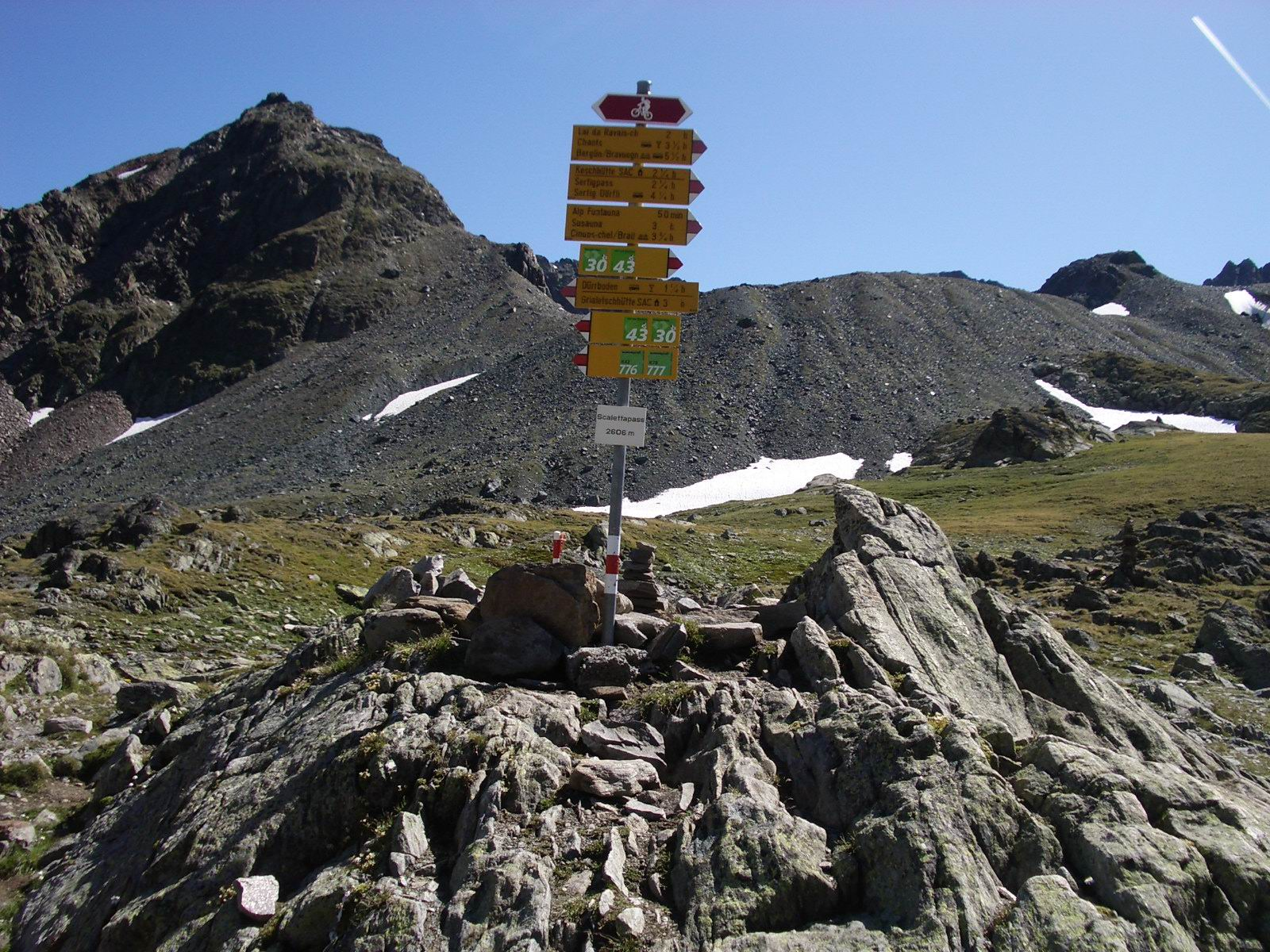
Scalettapass im Grenzgebiet zwischen Prättigau und Engadin
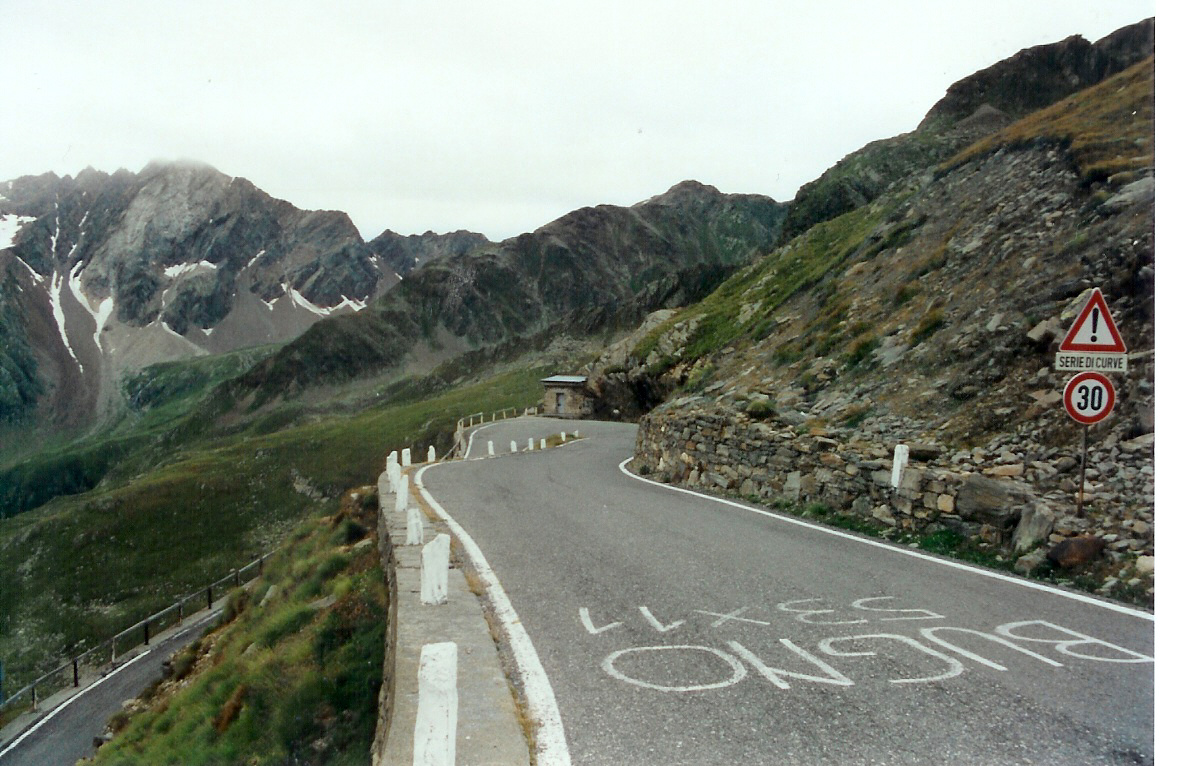
Abfahrt vom Gaviapass
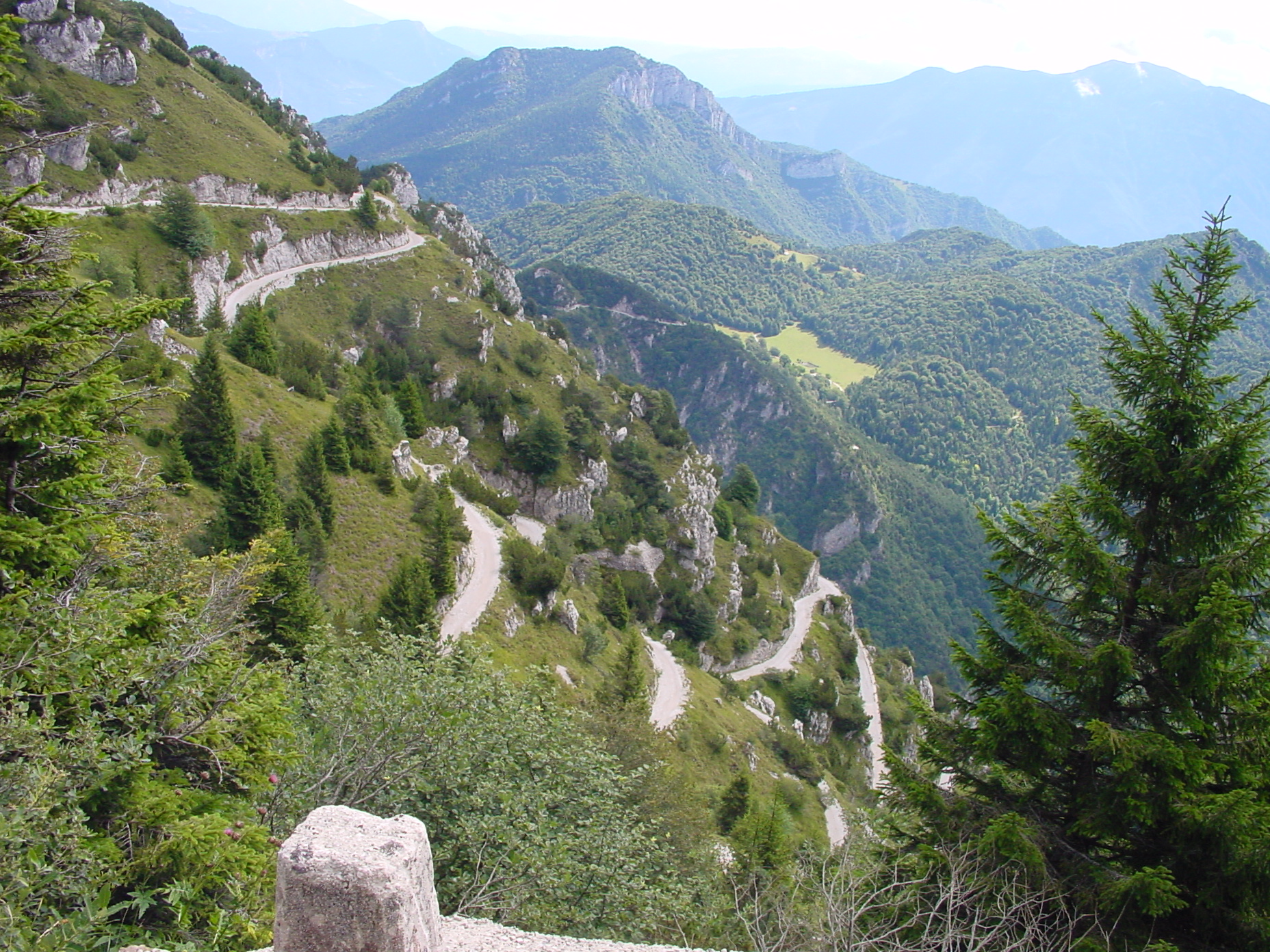
Tremalzopass